# 国家中央档案馆
国家中央档案馆 (意大利语: Archivio centrale dello Stato) 是意大利的主要国家档案馆，位于罗马的EUR区，由文化部负责管理。它创立于1875年，名为“皇家档案馆”。1953年改为现在的名称。
意大利的103个省份都有自己的国家档案馆。